# Cyphophoenix nucele
Cyphophoenix nucele é uma espécie de angiospermas da família Arecaceae.
Apenas pode ser encontrada na Nova Caledónia.